# 長野県道266号荻原小川線
長野県道266号荻原小川線（ながのけんどう266ごう おぎわらおがわせん）は、長野県木曽郡上松町大字荻原から同町大字小川に至るかつての一般県道である。2011年（平成23年）6月30日に廃止された。

## 概要

### 路線データ
長野県告示に基づく起終点および経過地は次のとおり。
- 起点 : 木曽郡上松町大字荻原（＝国道19号交点）
- 終点 : 木曽郡上松町大字小川（＝長野県道260号上松停車場線交点）
- 重要な経過地 : なし

## 地理

### 交差していた道路
- 国道19号 : 小野の滝交差点（起点）
- 長野県道260号上松停車場線[注釈 1]（中山道[2]） : 大字小川（終点）